# Турбацький Лев
Лев Турбацький (7 червня 1876, с. Джурин, тепер Чортківського р-ну Тернопільської обл. — 8 лютого 1900, Львів) — український критик, перекладач, журналіст демократичного напряму.

## Життєпис
Навчався в Коломийській і Станиславівській гімназіях та на юридичному факультеті Львівського університету. По закінченні навчання мав юридичну практику й журналістську роботу, брав активну участь у діяльності Русько-української радикальної партії, а згодом — Польської соціал-демократичної партії. За виступи в справі еміграції галицьких селян за океан був на кілька місяців ув'язнений.
Він тісно співпрацював з прогресивною українською періодикою. Дебютував у рубриці «Літературні замітки» журналу «Народ» популярними статтями про творчість польського письменника А. Немоєвського та німецького письменника Германа Зудермана, допомагав редагувати «Громадський голос» і «Радикал». У 1897—1899 роках редагував газету «Буковина», згодом працював у газеті «Діло».
Найважливіші публікації: «Мужицька еміграція в нашій літературі», літературні розвідки про Еміля Золя, Віссаріона Бєлінського, Івана Франка, Олександра Пушкіна та інших діячів культури. Турбацький тісно співпрацював з Іваном Франком і Михайлом Павликом. Як критик відстоював принципи реалізму й народності в літературі.